# Ӟ
Ӟ, ӟ — кирилична літера, 11-та літера удмуртської абетки, африкат.
Позначає звук /ʥ/, що відповідає злитній вимові м'яких приголосних, що в українській мові позначаються літерами «д» + «з» («д'» + «з'»). Літера походить від кириличної З.